# Космический фонтан

Схема показывающая устройство космического фонтана.

Космический фонтан — строение по доставке грузов на орбиту. Является альтернативой космическому лифту, который должен иметь высоту 36 тысяч километров (высота ГСО) и располагаться на экваторе. В отличие от оригинальной конструкции космического лифта, фонтан является чрезвычайно высокой башней, поскольку такая высокая башня не может поддержать свой вес с использованием традиционных материалов, планируется, что этот вес будет поддерживаться следующим образом: внутри башня будет полая, внутри этой полости находятся специальное гранулированное вещество. Это вещество, после передачи ему кинетической энергии, быстро движется вверх от нижней части башни и передает эту энергию в её верхнюю часть, после чего под воздействием силы тяжести падает обратно, это будет удерживать башню от падения. Грузы по космическому фонтану можно поднимать двумя способами: с помощью специальных систем наподобие лифта в зданиях или с потоком гранул.

## Строительство
В отличие от традиционного космического лифта, который должен быть построен с ГСО, космический фонтан может быть построен вблизи от поверхности Земли. Темпы строительства полностью управляемы и строительство башни можно остановить на любой высоте. Башня будет способна поднять всю полезную нагрузку, нужную для её собственного строительства.

## Преимущества по сравнению с космическим лифтом
- Космический фонтан может быть построен с применением уже имеющихся на сегодняшний момент технологий[1]. (Он не требует экзотических материалов (таких как нанотрубки), в отличие от космического лифта.)
- Космический фонтан может быть построен от Земли, а не с ГСО как в случае с космическим лифтом.
- Космический фонтан может быть построен в любой точке на земле, а не только на экваторе.
- Космический фонтан может быть построен на небесных телах с очень маленькой скоростью вращения, например: Луна, Венера.
- Космический фонтан не так сильно подвержен риску попадания в него космического мусора, из-за того, что его размер меньше, чем у космического лифта[1].

## Недостатки по сравнению с космическим лифтом
Его основной недостаток это то, что он является активной структурой и поэтому требует постоянной энергии.

## Другие способы применения технологии
- Замкнутый контур системы может быть использован для накопления энергии, подобно маховику, обеспечивая выравнивание нагрузки для наземных энергосистем. В перспективе он может использоваться для передачи энергии.
- Очень маленький фонтан может быть использован для постройки высоких антенн. Более крупный (высотой десять километров и более), может быть построен для радио и телевизионных передач на огромные области, сравнимые по размерам с Европой.
- Фонтан может также оказаться экономичной альтернативой для спутников связи в некоторых малых государствах в Тихом океане[1].
- Лифт и смотровая площадка также могут быть добавлены в качестве туристической достопримечательности[1].]